# Csősz, Fejér
Csősz  este un sat în districtul Székesfehérvár, județul Fejér, Ungaria, având o populație de 1.059 de locuitori (2011). 

## Demografie
Componența etnică a satului Csősz
     Maghiari (100%)
Componența confesională a satului Csősz
     Reformați (33,05%)
     Fără religie (8,31%)
     Necunoscută (57,98%)
     Atei (0,66%)
     Alte religii (0,38%)
Conform recensământului din 2011, satul Csősz avea 1.059 de locuitori. Din punct de vedere etnic, majoritatea locuitorilor (100,0%) erau maghiari. Nu există o religie majoritară, locuitorii fiind reformați (33,05%) și persoane fără religie (8,31%). Pentru 57,98% din locuitori nu este cunoscută apartenența confesională.